# Heli Kruger
Heli Kruger (wcześniej jako Heli Koivula, ur. 27 czerwca 1975) – fińska lekkoatletka, specjalistka od skoku w dal i trójskoku, dwukrotna olimpijka (1996, 2004).

## Osiągnięcia
- srebrny medal Mistrzostw Świata Juniorów w Lekkoatletyce (Skok w dal, Lizbona 1994)
- brąz Młodzieżowych Mistrzostw Europy (Trójskok, Turku 1997)
- srebro podczas Mistrzostw Europy (Trójskok, Monachium 2002)
- wielokrotna mistrzyni kraju

## Rekordy życiowe
- Skok w dal – 6,65 m (2004)
- Trójskok – 14,39 m (2003)[a] rekord Finlandii do 2021 roku[1]

W 2002 została wybrana sportsmenką roku w Finlandii. Jest żoną znanego dyskobola Frantza Krugera.